# Cyphopisthes crux
Cyphopisthes crux är en skalbaggsart som beskrevs av Sharp 1875. Cyphopisthes crux ingår i släktet Cyphopisthes och familjen Hybosoridae. Inga underarter finns listade i Catalogue of Life.